# Severin Walther Slüter
Severin Walther Slüter (auch Sluterus oder Schlüter) (* 12. Januar 1646 in Hamburg; † 31. Dezember 1697 in Lauenburg/Elbe) war ein deutscher evangelisch-lutherischer Theologe, Pastor und Generalsuperintendent.

## Leben und Wirken
Severin Walther Slüter war ein Sohn des Hamburger Juristen und Bürgermeisters Johann Slüter (1616–1686). Nach seinem Studium in Rostock (1662), Jena und Altdorf wurde Slüter 1672 in Rostock zum Lizentiaten der Theologie promoviert. Er war zunächst herzoglicher ordentlicher extrakonziliarer Professor der Theologie zu Rostock (1673–1674) und anschließend zehn Jahre Hofprediger bei der dänischen Königinmutter Sophie Amalie.
Slüter wurde 1684 von Herzog Julius Franz zum Pastor der Maria-Magdalenen-Kirche in Lauenburg/Elbe und Generalsuperintendenten des Herzogtums Lauenburg berufen; er unterschrieb die Niedersächsische Kirchenordnung am 19. Dezember 1684.
Während seiner Amtszeit bekämpfte er als Vertreter der lutherischen Orthodoxie pietistische Einflüsse im Herzogtum. So verwies er am 4. Juni 1694 nach harten theologischen Auseinandersetzungen Bartholomäus Crasselius, der bei der Familie Pfeifer in Lauenburg/Elbe als Hauslehrer tätig war und später als Dichter des Chorals „Dir, dir, Jehova, will ich singen“ bekannt wurde, des Landes.
Slüters 1680 im Druck erschienenes Werk Proplaeum historiae Christianae ... wurde per Dekret der römisch-katholischen Glaubenskongregation vom 21. November 1695 auf den Index gesetzt.

## Werke
- Johann Meyer, Johann Slüter, Lorenz Beger, Severin Walter Schlüter, Johann Lyser: Pyrrhonii und Orthophili Unterredung von der Im nechsten Jahr unter dem Nahmen Daphnaei Arcuarii Ans Liecht gekommenen Betrachtung des In dem Natur- und Göttlichen Recht gegründeten heiligen Ehestandes: insonderheit so fern Selbige Severin Walther Schlüters/ Königl. Hoff-Predigers in Dennemarck ... Rebenlein, 1680.
- Severini Waltheri Sluteri Ecclesiarum ad inferioris Saxoniae Ducatum Leoburgicum pertinentium generalis Superintendentis: Proplaeum historiae Christianae : sistens enarrationem methodicam scriptorum veterum atque recentiorum ... & Casparis Sagittarii ... introductioni posthumae in historiam ... Apud Jo. Georg. Lipper., 1696.
- Christian Thomasius, Jakob Thomasius, Johann Konrad Amman, Gottfried Wilhelm Leibniz, Severin Walther Slüter, Jean Claude, Kaspar Schoppe: Historia sapientiae et stultitiae, collecta a Christiano Thomasio, ... Tomus I, continens januarium, februarium et martium anni 1693 ... [Tomus II, continens aprilem, majum et junium anni 1693. Tomus III, continens sex menses posteriores anni 1693.] Sumptibus C. Salfeldii, 1693.